# Ocean Park
Ocean Park é uma Região censo-designada localizada no estado norte-americano de Washington, no Condado de Pacific.

## Demografia
Segundo o censo norte-americano de 2000, a sua população era de 1459 habitantes.

## Geografia
De acordo com o United States Census Bureau tem uma área de
10,1 km², dos quais 7,9 km² cobertos por terra e 2,2 km² cobertos por água. Ocean Park localiza-se a aproximadamente 6 m acima do nível do mar.

## Localidades na vizinhança
O diagrama seguinte representa as localidades num raio de 24 km ao redor de Ocean Park.